# Bataillon de chasseur de l'Atlas
Les chasseurs de l'Atlas sont des soldats d'élite appartenant aux commando de l'armée de terre marocaine.

## Histoire
Les premiers troupes de montagne ont été créées en 1958 à Oukaïmden. La première unité de niveau d'un bataillon a vu le jour le 14 octobre 1970, sous le nom de Bataillon d'instruction des Hautes Montagnes à Kasba Tadla.

## Mission
- Le combat en haute montagne
- Participation active aux opérations de secours et de sauvetage en haute montagne